# Albert Plücker
Albert Rudolf Plücker (* 24. April 1864 in Mönchengladbach; † 13. Juni 1945 in Wolfenbüttel) war ein deutscher Mediziner. Er war zuletzt Leitender Chefarzt des Evangelischen Krankenhauses zu Wolfenbüttel, Sanitätsrat, Ehrenmitglied der Ärzteschaft von Stadt und Kreis Wolfenbüttel. Zuvor arbeitete er am Bürger-Hospital zu Köln-Ehrenfeld und bekleidete dort zuletzt die Funktion eines Sek.-Arztes und Vertreters des Chefarztes der Chirurgischen Klinik. Albert Plücker war zudem Stabsarzt der Reserve.

## Familie
Albert Plücker heiratete am 20. September 1900 in Bergen/Norwegen Sophie Ludvigka Brøgelmann (* 21. November 1870 in Bergen, † 11. Juni 1953 in Wolfenbüttel), ev.-luth., Tochter des einer Elberfelder Kaufmanns-Familie entstammenden Johan(n) Peter Brøgelmann (Brögelmann) (*… 1808 in Elberfeld, †… vor 1900 in Bergen), der sich ab Mitte der 1830er Jahre als Kaufmann und Tuchhändler in Bergen etabliert hatte. Aus der Ehe von Albert und Sophie Plücker gingen fünf Kinder hervor, drei Jungen und zwei Mädchen.
Albert Plücker entstammt der Elberfelder Familie Plücker, die seit der ersten Hälfte des 16. Jahrhunderts als Mitglied der Garnnahrung im Bleichen und Handel von Garnen tätig war. Albert Plücker war zunächst reformierten, später ev.-luth. Glaubens. Er wurde geboren als zweites von fünf Kindern der Sophie Louise Brögelmann (* 28. November 1835 in Elberfeld, getauft 8. Januar 1836 ebenda, † 14. März 1914 ebenda, beerdigt 17. März 1914 ebenda) und des Kaufmanns Moritz Rudolf Plücker (* 1. April 1836 in Mönchengladbach, getauft 12. Mai 1836 ebenda, † 14. Mai 1902 ebenda, beerdigt 17. Mai 1902 ebenda), eines Neffen von Julius Plücker, Professor der Mathematik und Physik, Geheim-Regierungsrat (* 16. Juni 1801 in Elberfeld, † 22. Mai 1868 in Bonn, beerdigt … 1868 auf dem Bonner Alten Friedhof in einem Ehrengrab der Rheinischen Friedrich-Wilhelms-Universität Bonn).

## Ausbildung und berufliche Tätigkeit
Albert Plücker absolvierte von 1884 bis 1888 ein Studium der Medizin an den Universitäten Leipzig (1884 bis 1886), Freiburg (1886), Berlin (1886 bis 1888) und Würzburg (SS 1888). Er wurde aktiv in der Universitäts-Sängerschaft zu St. Pauli in Leipzig (später Leipziger Universitäts-Sängerschaft zu St. Pauli in Mainz) und verkehrte nach seinem Zuzug in das Herzogtum Braunschweig bei der Sängerschaft Brunonia Braunschweig (später Sängerschaft Frankonia-Brunonia Braunschweig). Im Jahre 1888 promovierte Albert Plücker in Chirurgie und Geburtshilfe an der Julius-Maximilians-Universität Würzburg mit einer Arbeit zu dem Thema „Hemiatrophie der Zunge“. Die Approbation folgte 1889.
Von 1891 bis 1902 arbeitete Albert Plücker am Bürger-Hospital zu Köln, einer der damals größten Chirurgischen Kliniken Europas, das 1905 über 324 Betten für chirurgische Patienten verfügte, mithin 54 mehr als die Berliner Charité zu jenem Zeitpunkt. Am Bürger-Hospital zu Köln war Albert Plücker in der Zeit von 1891 bis 1895 Volontär-Arzt bei Bernhard Bardenheuer (1839–1913) und von 1896 bis 1902 dessen Sekundär-Arzt und Vertreter. Im Jahre 1902 folgte Albert Plücker einem Ruf in das Herzogtum Braunschweig nach Wolfenbüttel. Er wurde Professor und war von 1902 bis zum 31. Mai 1933 Leitender Chefarzt des Krankenhauses Wolfenbüttel an der Jägerstraße, dem mit einer Kapazität von ca. 300 Betten ehedem größten Krankenhaus im Herzogtum Braunschweig. Albert Plücker war in Wolfenbüttel zuletzt wohnhaft am Harztorwall 5. Nach ihm ist die Professor-Plücker-Straße zu Wolfenbüttel benannt.

## Schriften
- Konservat. Behandlg. Kompliz. Extrem.-Verletzgn., Dtsch. Z. Chir. 50;
- Behandlg. fr. Verletzgn., Arch. klin. Chir. 53;
- Hernia diaphragm. incarc., Verh. Ges. dtsch. Naturf. 1903;
- Verletzg. großer Gefäße, Verh. Ges. dtsch. Naturf. 1904;
- Penisphlegmone, Verh. Ges. dtsch. Naturf. 1904;
- Mißbildgn. D. Gesichtsskeletts, Verh. dtsch. Ges. Chir. 1906;
- Subkut. Nierenverletzgn., Verh. Ges. dtsch. Naturf. 1912;
- Subakute dreifache Darminfarzierg., Zbl. Chir. 1925;
- Knochenbildg. in substernal. Kropf, Zbl. Chir. 1925;
- Milzexstirpat. b. chron. Bluterkrankgn., Zbl. Chir. 1927;
- Totale Ankylose d. Wirbelsäule, Zbl. Chir. 1928;
- Geheilt. Tonsillensarkom, Zbl. Chir. 1928;
- Riedelsche Thyreoiditis, Zbl. Chir. 1929;
- Unterschenkelpseudarthrose, Zbl. Chir. 1929;
- Ureteranomalien, Zbl. Chir. 1929;
- Handgelenkverletzgn., Zbl. Chir. 1929;
- Krebs im Lymphabflußgebiet d. Mamma, Zbl. Chir. 1933.